# 基亚瓦里
基亚瓦里（義大利語：Chiavari），是意大利热那亚省的一个市镇。总面积12.46平方公里，人口27569人，人口密度2212.6人/平方公里（2009年）。ISTAT代码为010015。